# Мехмед Дикме
Мехмед Мехмед Дикме е български политик, бивш член на ДПС. Бил е кмет на община Ардино (1995 – 2001). Народен представител от парламентарната група на ДПС в XXXIX народно събрание. В периода от 2001 до 2005 г. е министър на земеделието и горите.

## Биография
Роден е на 27 февруари 1966 г. в с. Диамандово (днес – част от с. Бял извор), община Ардино. Завършва средно специално образование в Техникума по тютюна в Пещера, а след това висше образование в Висшия институт по хранително-вкусова промишленост в Пловдив, със специалност „инженер – технолог“ във факултета „Технология на хранително вкусовата промишленост“. Придобива следипломна специализация по маркетинг и мениджмънт на предприятията в хранително-вкусовата промишленост, и квалификация мениджър в предприятията на хранително-вкусовата промишленост.
През 2000 г. става член на Конгреса на местните и регионалните власти към Съвета на Европа в Страсбург.
От 24 юли 2001 до 23 февруари 2005 г. е министър на земеделието и горите в правителството на Симеон Сакскобургготски. Освободен е от поста при промени в кабинета.
В края на септември 2007 г. Дикме напуска Движението за права и свободи, и заявява че не е съгласен с принципите на авторитаризъм, които се прилагат в партията.
На местните избори през 2007 г. се кандидатира за кмет на община Ардино от листата на партия „Новото време“. Получава 4107 гласа (или 44,03%). Избран е за общински съветник, като „Новото време“ печели 9 места в общинския съвет а ДПС 12 места.
През януари 2021 г. той създава сдружение „Движение за единство на народа“, като причина за създаването му той посочва конфликтът около незаконните постройки на Ахмед Доган на плажа „Росенец“ край Бургас. Мехмед Дикме призовава българските турци и мюсюлмани да се разграничат от ДПС.